# Эннетмос
Эннетмос (нем. Ennetmoos) — коммуна в Швейцарии, в кантоне Нидвальден. 
Население составляет 1986 человек (на 31 декабря 2006 года). Официальный код  —  1506.